# Nullipare
Cet article court présente un sujet plus développé dans : parité (médecine).
Nullipare est un terme médical désignant une personne n'ayant jamais vécu d'accouchement. Selon le CDC (Center for Disease Control and Prevention), 12% des femmes entre 14 et 44 ans ont des difficultés à entamer une grossesse. C'est-à-dire qui n'a pas eu d'enfant par ses moyens personnels naturels. Les femmes qui n’ont pas d'enfants sont appelées nullipares.
En zoologie, un être nullipare désigne une femelle n'ayant jamais mis bas.
La nulliparité, lorsqu’elle est volontaire, est également associée au concept childfree. Le concept childfree représente un « état de liberté par rapport à la maternité ». D’autres termes sont aussi employés pour désigner la nulliparité volontaire, par exemple « sans enfant par choix », « infécondité volontaire » ou nonmother. Ainsi, le concept childfree propose une vision positive de la nulliparité.
Lorsque la nulliparité est involontaire, elle est plutôt associée au concept childless, ce qui renvoie à « un état de manque par rapport à la maternité ». La nulliparité peut être causée par l'infertilité. Chez certaines femmes, l'infertilité est présente sous la forme qu'elles ne peuvent pas concevoir. Pour d'autres, l'infertilité est non pas l'incapacité de concevoir, mais l'incapacité de mettre une grossesse à terme.
Il est important de distinguer les personnes nullipares par choix de celles qui le sont en raison de leurs circonstances de vie (causes physiologiques, médicales, sociales, professionnelles, etc.).

## Causes et motifs
Une personne nullipare ne l'est pas systématiquement par choix : certaines maladies ou affections génétiques peuvent empêcher des parents de vivre un accouchement, voire une grossesse. La stérilité dans le couple est un des facteurs de cette situation. Cette infécondité peut être aussi bien génétique que causée par une maladie ou l'environnement (pollution).
Selon Claire Legendre, la non-acceptation des sociétés à l’égard de remise en question de la maternité aurait un lien avec l’instinct de survie. Selon Legendre, la reproduction serait rassurante pour la survie de l’espèce.
Selon la journaliste Léa Stréliski, la maternité est une possibilité dans la vie d’une femme, pas la règle. Une femme reste une femme et ce, même si elle n’enfante pas.

### Nulliparité volontaire
Plusieurs motifs expliquent la nulliparité volontaire tel que le désir de se concentrer sur d’autres aspects de la vie (comme la carrière, les loisirs et les voyages), le désir de conserver une grande liberté, le refus du rôle de mère et le désintérêt face à ce que la parentalité implique, le désir de garder le contrôle sur son corps et sa sexualité. Les motifs peuvent aussi être liés à des raisons médicales et de santé. La nulliparité peut « se justifier par le désir de s’opposer à la société, à ses attentes et à ses politiques. » Aussi, les causes et motifs de la nulliparité peuvent être associés à un souci écologique,,.
Être nullipare peut être un choix visant à ne pas transmettre des maladies graves à l'enfant, dont des anomalies congénitales.

## Aspects sociaux
Tel que présenté dans le documentaire Maman? Non merci, la nulliparité peut être volontaire ou non, mais demeure stigmatisée et associée à certains stéréotypes.
« Les femmes et les hommes qui l’ont fait ne peuvent pas le nier : la pression qu’ils ressentent, de la part de leurs proches et de la société en général, est immense, au point de leur faire comprendre que leur décision les place hors de la norme, de façon incompréhensible. » 
Des travaux théoriques récents abordent ce phénomène encore tabou, souvent en parallèle avec celui du regret de maternité : la journaliste Chantal Guy souligne que « l’étude d’Orna Donath apporte de très important à la réflexion, c’est de casser le mythe essentialiste selon lequel, parce que les femmes ont un utérus, elles sont 'naturellement' faites pour la maternité ».
Le phénomène, qui soulève les enjeux autour de diverses formes de pression hétéronormative, est également de plus en plus présent dans la fiction, la création, les réseaux sociaux le discours médiatique,,,,. La journaliste Marilyse Hamelin a pour sa part réfléchi aux enjeux d'inégalité liés à la parentalité dans Maternité : la face caché du sexisme, questions qui sont liées notamment au discours de valorisation de la maternité.
La nulliparité a fait l'objet de nombreux essais, dont ceux de l'écrivaine Claire Legendre et de la professeure Lucie Joubert,.
Claire Legendre affirme que le refus de paternité est plus accepté socialement que le refus de maternité. Les hommes ont la possibilité de s’accomplir dans plusieurs autres milieux sociaux.

### Refus de la parentalité et féminisme
La fin des années 1960 marque l’émergence d'un féminisme remettant en question la maternité et les conséquences qu’elle a sur les femmes. Certaines de ces féministes issues du mouvement prônent une maternité dite « volontaire ». D’autres, plus radicales, prônent un refus de la maternité en vertu d’une libération des femmes.
Au début des années 1970, émerge un courant féministe radical, à l’opposé des théories dites « naturalistes », qui visent à sortir la femme de l’emprise du patriarcat. Les féministes radicales dénoncent de multiples oppressions dites « sexuelles, socio-économique et politique » venant du patriarcat et dénoncent une « maternité-esclavage ». Les partisanes du mouvement radical soutiennent que l’aliénation de la femme prend son départ dans le rôle maternel, soumis par les normes patriarcales. Les défenseuses du féminisme radical prônent un refus de cette maternité puisque celle-ci les soumet à une vie domestique dévouée à leur rôle de mère les empêchant de jouir de « projets de vie autonome ». La maternité étant le « destin » de toute vie féminine, elle perpétue la domination masculine dans la société. Par la maternité, la femme est soumise à un rôle de reproduction creusant les rapports inégalitaires entre les hommes et les femmes en société. « Un enfant si je veux, quand je veux » est une devise de ce mouvement.
Ces idées radicales laissent place, quelque temps plus tard, à une tentative de réappropriation du rôle maternel par les féministes à la suite du développement de la technologie maternelle qui menace la maternité.
La chercheuse Chloé Chaudet estime que parmi les 4 millions de femmes qui n'ont pas d'enfant, environ un million ont choisi la nulliparité. Selon Chloé Chaudet, la nulliparité, en particulier quand il s'agit d'un choix, peut être vue comme l'affirmation de l'indépendance de la femme. Néanmoins, le droit de refuser la parentalité n'est pas encore entendu par la plupart des mouvements féministes.

### Refus de la parentalité et écologisme
Au cours des dernières années, le phénomène d’éco-anxiété semblent être de plus en plus répandu, surtout chez les jeunes, et devient un levier de changement important. La crise écologique pousse certain à agir en adoptant une attitude et des comportements écologiques. En effet, selon Masella et Marceau, l’« intérêt grandissant pour la protection de la planète via une réduction de la surpopulation » est parfois une justification évoquée par les personnes nullipares,.

## Nullipare involontaire
Un individu peut aussi être nullipare sans l’avoir souhaité, notamment si ce dernier est infertile. Une personne est infertile lorsqu'elle est dans l'incapacité d'entamer une grossesse après au moins 12 mois de relations sexuelles non protégées avec pénétration à fréquence régulière. Cette maladie touche en moyenne un adulte sur six, selon le rapport sur l’infertilité publié par l’OMS en 2023.

### L'importance du sexe masculin
Les individus peuvent être nullipares en raison de l'infertilité, cependant celle-ci peut prendre forme sous plusieurs aspects. Dans certains cas, il ne s'agit pas de problèmes du côté féminin, le sexe masculin contribue tout autant dans la fertilité d'un couple. En fait, dans les facteurs responsables de l'infertilité, la prévalence est que 24 à 35% sont des raisons de troubles spermatiques et 21 à 25% d'un dysfonctionnement ovulatoire.

### Les facteurs de risque
Il existe divers risques pour quelles raison une femme serait dans l'incapacité de concevoir ou de maintenir une grossesse. Par exemple; l'âge, l'historique de consommation de cigarettes, l'usage excessif de l'alcool, le poids (incluant le surpoids et le sous-poids), l'historique de maladies transmises sexuellement, le SOPK (Syndrome des ovaires polykystiques) et certains problèmes reliés aux ovaires. Être nullipare ne veut pas  dire que la femme est en mauvaise santé ou a des problèmes médicaux.

### La nulliparité causée par les maladies
La nulliparité peut aussi subvenir à cause de maladies graves. Les traitements liés au cancer, par exemple, peuvent endommager les appareils reproducteurs. Les effets des traitements qui soignent le cancer peuvent être temporaires et ne rendent pas nécessairement l'individu dans l'incapacité totale de concevoir.
Dans le cas de chirurgie chez la femme, lors de cancers, qui atteignent l'organe reproducteur, il peut arriver de demeurer infertile. Dans les cas où il faut retirer un ovaire, la femme devrait encore pouvoir concevoir, car l'autre ovaire fait le travail nécessaire. Il est impossible pour la femme de concevoir lorsque la chirurgie consiste au retrait complet de l'utérus. Chez les hommes, l'ablation d'une testicule ne brime pas la conception. L'homme est infertile lorsque la prostate, qui est responsable de la production du sperme, est retirée.

### Les traitements
Plusieurs traitements ont été mis en place afin de contrer l'infertilité. Les spécialistes de la santé vont parfois utiliser la prescription de médicaments afin de contribuer à la génération de l'ovulation ou de la spermatogenèse. Il est possible de traiter directement le problème à la source avec des procédures médicales, comme lors de cas de lésions ou d'anomalies.
Il est aussi possible de recourir à des séances de reproduction assistée. La reproduction assistée est une technique de procréation induite médicalement. Les spécialistes induisent la grossesse en laboratoire en travaillant avec les ovules et le sperme des individus. Ce traitement est favorable chez les femmes de moins de 35 ans et peut induire des grossesses multiples. Cette méthode est mieux connue sous le nom de "in vitro". 
Les technologies de procréation assistée manquent de financement pour être accessibles à tous au niveau mondial, la réussite des traitements n’est pas assurée en plus d’être exigeante physiquement et psychologiquement pour les patients. Par conséquent, les personnes infertiles qui souhaitent devenir parents n’ont parfois pas les moyens financiers ou la condition physique pour accéder à ces technologies.
Les couples homosexuels qui souhaitent fonder une famille par procréation médicalement assistée se retrouvent dans une situation où l'un des deux partenaires est nécessairement nullipare. Par exemple, lors d’une gestation par autrui, le sperme d’un des deux partenaires est utilisé pour la fécondation, ce qui ne permet pas de lien biologique avec l’enfant pour un des deux hommes. De plus, les méthodes de procréation assistée complexifient la reconnaissance du statut de père de l’enfant pour les deux partenaires.
Cette situation touche les pays indépendamment de leur niveau de développement, ce qui indique un besoin à l’échelle mondiale. En 2022[Quand ?], les dépenses des patients en vue d’avoir accès aux technologies de procréation sont supérieures à leur revenu annuel, ce qui indique l’inaccessibilité de ces traitements et le manque de contribution gouvernementale. Les petits ménages ou les personnes seules se voient alors contraints d’utiliser des moyens alternatifs à la procréation, tels que l’adoption.

### Accessibilité des moyens alternatifs à la procréation
Les personnes infertiles peuvent se tourner vers l’adoption afin de fonder une famille. Cependant, ce moyen n’est pas accessible à tous. Les individus célibataires, surtout les hommes, ainsi que les couples homosexuels ont peu accès à l’adoption. Par exemple, en France, de 2007 à 2010, aucun homme célibataire n’a été en mesure d’adopter à l’international, puisqu’aucun dossier n’a été accepté. Les personnes célibataires ont du mal à atteindre les exigences pour éligibles à l’adoption. Les préjugés à l’égard des compétences parentales des hommes célibataires nuisent à l’admission de leur demande d’adoption.
Généralement, l’adoption représente pour les personnes célibataires la dernière option pour fonder une famille. Majoritairement, les célibataires choisissent cette alternative, soit à cause de l’échec du couple, de problèmes l’infertilité dont les technologies de procréation sont inaccessibles ou à l’incapacité de trouver un partenaire perçu comme étant digne de confiance. Une personne peut ainsi être nullipare à cause d’une incapacité à se reproduire, dû à l’absence d’un partenaire ou à des problèmes de fertilités qui ne peuvent être traités.

### Les conséquences sur la personne
Pour les individus nullipares involontaires, renoncer à la grossesse et la parentalité peut être très difficile. L'incapacité de concevoir ou de mener une grossesse à terme peut générer plusieurs émotions négative comme l'anxiété, la tristesse, la frustration, la colère et de la culpabilité. Des conséquences psychologiques sont aussi observables chez les individus nullipares, notamment l’atteinte à l’estime de soi. Le sentiment de perte provoque des questionnements importants chez les individus nullipares en réponse à leur place dans le monde ainsi que leur futur; il s’agit d’un deuil d’un mode de vie envisagé. Des conséquences directes sur le couple peuvent aussi subvenir puisque l’incompréhension et la frustration crée des tensions. La désillusion occasionnée par l’espoir constant peut engendrer des épisodes d’anxiété et de dépressions importants. Le sentiment d’injustice peut aussi crée des problèmes sur la personne. Ce sentiment provoque des questionnements et peut être déclencher par des remarques de l’entourage.

## Stérilisation volontaire
Certaines personnes nullipares souhaitent avoir recours à la stérilisation comme moyen de contraception pour se protéger d’une grossesse non désirée,. La ligature tubaire, ou la ligature des trompes de Fallope, est habituellement considérée comme une intervention irréversible et elle est efficace à 99,5%.
Les personnes qui désirent entreprendre la procédure de stérilisation par la ligature des trompes de Fallope, étant une intervention considérée comme définitive, sont confrontées à un jugement moral puisque c’est une « décision qui choque encore la société et le monde médical ». La vasectomie peut être une alternative puisqu'elle est considérée comme étant réversible et moins invasive. Toutefois, les spécialistes du sujet considèrent qu’il est important de « se questionner sur l’impact du genre dans la décision de mettre fin à la fertilité d’une personne. »
Les médecins se basent sur quelques critères principaux pour octroyer ou non le droit d’accès à la stérilisation contraceptive. En général, la santé physique, l’âge de la personne, son statut conjugal, sa situation familiale, ainsi que son état de santé mentale sont les critères pris en compte. Les études témoignent que certains critères ainsi que certains contextes influencent davantage l’accès à la procédure. D’abord, « plus la femme est jeune, moins le médecin sera enclin à pratiquer la ligature. » Ensuite, « les femmes nullipares se verront plus souvent refuser une stérilisation que les femmes multipares. » Finalement, si la demande de ligature relève d’une raison médicale, elle sera plus souvent acceptée que si elle ne relève que de « l’exercice du libre choix d’une personne apte et majeure et correspond à un choix de vie personnel de la femme. »
L'enjeu principal relié à la stérilisation permanente est la possibilité de regret psychologique et émotionnel. Le risque de regret à la suite de l’opération existe, quoiqu’il ne soit pas considéré comme profond et insupportable et qu’il ne soit que rarement évoqué par les femmes qui ont eu recours à la stérilisation contraceptive. Les spécialistes soulèvent l’importance du consentement libre et éclairé lors d’une prise de décision concernant une procédure telle que la ligature des trompes et elles ajoutent que ce genre de décision relève ultimement du principe d’autonomie, c’est-à-dire, « le fait que chaque personne puisse décider pour elle-même de ce qu’elle souhaite. » Finalement, lorsqu’il est question de regret, les chercheuses Masella et Marceau soulignent le paradoxe entre la tendance à questionner la stérilisation des femmes considérées comme étant trop jeunes et le fait qu’on ne remet souvent que très peu en doute la maternité, même lorsque la femme est très jeune.

### Regret maternel
Le contexte social actuel[évasif] fait en sorte que la maternité est idéalisée et continue de constituer un élément non-négligeable de l’identité féminine. Ainsi, selon Camille Froidevaux-Metterie, qui a analysé le travail d'Orna Donath sur le regret maternel, ne pas vouloir d’enfant, voire regretter d’en avoir eu, reste illégitime et controversé. Elle souligne également que, même si la condition des femmes fait en sorte qu’elles ne sont plus réduites à leur capacité gestative, le contexte social est teinté de signaux, de normes établies et de discours promouvant la maternité comme un idéal à atteindre.
La sociologue Orna Donath a étudié le regret maternel en interrogeant vingt-trois femmes qui affirment regretter leur rôle de mères. Dans son étude, Donath constate que « Ce que ces mères regrettent, et elles insistent toutes sur ce point, ce ne sont pas les enfants (l’objet) mais la maternité (l’expérience) qu’elles associent à un renoncement à leur propre vie. »,. Ainsi, le regret maternel est parfois causé par un sentiment de perte de liberté, qui représente aussi l’un des motifs principaux des personnes nullipares lorsqu’elles justifient leur non-désir d’enfant.

## Nullipares célèbres
Aux États-Unis, des figures médiatiques et artistiques telles qu'Oprah Winfrey, Jennifer Aniston, Liza Minnelli, Dolly Parton se sont exprimées ouvertement à ce sujet.
Au Canada anglais, l'autrice Sheila Heti a publié un essai sur la question, qui a été ensuite traduit en français et publié aux Éditions XYZ.
Dans la francophonie, plusieurs femmes de lettres et artistes ont écrit spécifiquement sur la question du désir ou non-désir d'enfants, notamment :
- Nelly Arcan
- Simone de Beauvoir
- Sarah Kofman
- Louise Portal
- India Desjardins
- Collectif Nullipares, dirigé par Claire Legendre.